# Patrice Bergues
Patrice Bergues (14 février 1948 à Créteil) est un footballeur français reconverti en entraîneur depuis 1980.

## Biographie
Patrice Bergues occupe plusieurs postes au niveau du RC Lens. Le dernier étant celui de directeur sportif. 
Auparavant, il entraîne les jeunes (1985-90) puis il est responsable du centre de formation (1990-11/92), avant de devenir l'entraîneur de l'équipe professionnelle entre décembre 1992 et 1996, avec à la clé deux qualifications pour la Coupe de l'UEFA. 
Il est entraîneur adjoint aux côtés de Gérard Houllier, à Liverpool puis à Lyon.

## Carrière

### Joueur
- 1966-1980 :  US Nœux-les-Mines
- 1980-1983 :  Stade béthunois
- 1983-1984 :  US Saint-Omer

### Entraîneur
- 1980-1983 :  Stade béthunois (entraîneur-joueur)
- 1984-1990 :  RC Lens (entraîneur des cadets)
- 1990-1992 :  RC Lens (responsable du centre de formation)
- 1992-1996 :  RC Lens
- 1996-1998 :  Équipe de France des -20 ans (adjoint de Gérard Houllier)
- 1998-2001 :  Liverpool (adjoint de Gérard Houllier)
- 2001-2005 :  RC Lens (directeur sportif)
- 2005-2007 :  Olympique lyonnais (adjoint de Gérard Houllier)
- 2008-2012 :  France espoirs (adjoint)

## Palmarès
- Vainqueur de la Coupe de la Ligue en 1994 avec le Racing Club de Lens